# Campylomyza squalida
Campylomyza squalida är en tvåvingeart som först beskrevs av Johannes Winnertz 1870.  Campylomyza squalida ingår i släktet Campylomyza och familjen gallmyggor.
Artens utbredningsområde är Tyskland. Inga underarter finns listade i Catalogue of Life.